# Franjo Coll Guitart
Franjo Coll Guitart (Gombrèn, 18. svibnja 1812. – Vic, 2. travnja 1875.), katalonski svećenik, dominikanac, osnivač Kongregacije sestara dominikanki Navještenja Blažene Djevice Marije i svetac.

## Životopis
Rođen je 18. svibnja 1812. godine, u Gombrenu, u Kataloniji. S četiri godine ostje bez oca, te se majka sama brinula o desetero djece. Školovanje je započeo u biskupijskom sjemeništu u Vicu, a dominikanski habit oblači 15. listopada 1830. te započinje novicijat u Geroni. Za đakona je zaređen u Barceloni 4. travnja. Nakon 1835. u Španjolskoj se ukidaju redovničke zajednice. Nakon toga on postaje "sekularizirani dominikanac" kojim ostaje do svoje smrti. Za svećenika je zaređen 28. svibnja 1836. u Solsoni. 
Godine 1850. otvara bivši dominikanski samostan te propovijeda po Kataloniji. Od studenog 1850. godine bio je voditelj Trećega reda sv. Dominika za Kataloniju. 1856. osniva Kongregaciju sestara dominikanki Naviještenja Blažene Djevice Marije. Zbog bolesti očiju oslijepio je, 2. kolovoza 1869. te je umro 2. travnja 1875. Papa Ivan Pavao II. proglasio ga je blaženim 29. travnja 1979., godine, a papa Benedikt XVI. svetim u Rimu 11. listopada 2009.